# 안동 임하동 동 삼층석탑
안동 임하동 동 삼층석탑(安東 臨河洞 東 三層石塔)은 경상북도 안동시 임하면 임하리에 있는 삼층석탑이다. 1979년 1월 25일 경상북도의 유형문화재 제105호로 지정되었다.

## 개요
마을 앞 논 가운데 자리하고 있으며, 탑이 속해있던 절의 역사는 전하는 것이 없다. 전체적인 모습은 2층 기단(基壇) 위에 3층의 탑신(塔身)을 올린 형태이다.
기단부는 크게 파손되어 전체가 동쪽으로 13∼15도 정도 기울어져 있던 것을, 1979년에 해체 ·보수하였다. 위층 기단 윗면은 연꽃무늬를 돌아가며 새기고, 가운데에 윗돌을 괴기 위한 높직한 괴임을 두었다. 탑신부의 1층 몸돌에는 문짝모양을 새겼다. 급한 경사가 흐르는 지붕돌은 밑면에 4단의 받침을 두었는데, 몸돌에 비해 처마가 좁고 줄어드는 비율도 적어 무거워 보인다.
높직한 탑신괴임이나 지붕돌의 모습으로 보아 고려 전기의 작품으로 추측된다.

## 참고 자료
- 안동임하동동삼층석탑 - 국가유산청 국가유산포털